# Державна служба з питань інвалідів та ветеранів України
Держа́вна слу́жба з пита́нь інвалі́дів та ветера́нів Украї́ни — центральний орган виконавчої влади, діяльність якого спрямовувалась і координувалась Кабінетом Міністрів України через Міністра соціальної політики України.
Постановую КМУ від 13 серпня 2014 р. № 414 [Архівовано 20 грудня 2018 у Wayback Machine.] «Питання діяльності деяких центральних органів виконавчої влади» Державна служба з питань інвалідів та ветеранів України була ліквідована.

## Основні завдання
- реалізація державної політики у сфері соціального захисту інвалідів та ветеранів, військовослужбовців, звільнених у запас або відставку, жертв нацистських переслідувань, дітей війни, жертв політичних репресій;
- внесення пропозицій Міністру щодо формування державної політики у сфері соціального захисту інвалідів, ветеранів, військовослужбовців, звільнених у запас або відставку, жертв нацистських переслідувань, дітей війни, жертв політичних репресій;
- здійснення заходів щодо увічнення пам'яті захисників Вітчизни та жертв воєн та участь у патріотичному вихованні громадян.

## Керівництво
З 4 червня по 19 листопада 2014 р. головою служби був Гугін Юрій Вікторович.